# Vespa binghami
Espèce
Vespa binghami est une espèce de frelons eurasiatiques de la famille des Vespidae.

## Description
L'abdomen et le thorax sont bruns. La couleur de la tête va du jaune foncé au brun clair. Cette espèce se distingue principalement des autres par la présence de larges ocelles. Peu connue, Vespa binghami est une espèce nocturne.

## Répartition
Ce frelon est présent en Asie méridionale, de l'Inde au Viêt Nam, jusque dans le sud-est de la Russie (kraï du Primorie et oblast de Sakhaline).